# 海石增三
HD 79447，即船底座i（i Carinae），又名CP-61 1201，SAO 250471、HR 3663，是一颗船底座的恒星，视星等为3.97，位于銀經280.22，銀緯-9.61，其B1900.0坐标为赤經9h 9m 0.4s，赤緯-61° -9.61′ 24″。